# Кукес (область)
Ку́кес (алб. Qarku i Kukësit) — область на северо-востоке Албании. Административный центр — город Кукес.

## Административное деление
До административно-территориальной реформы 2015 года в состав области входили 3 округа:
| Округ  | Административный центр | Население, чел. (2010) | Площадь, км² | Муниципалитеты |
| ------ | ---------------------- | ---------------------- | ------------ | --- |
| Хас    | Круме                  | 17 419                 | 393          | Fajzë, Gjinaj, Golaj, Krumë |
| Кукес  | Кукес                  | 45 624                 | 938          | Arrën, Bicaj, Bushtricë, Grykë-Çaje, Kalis, Kolsh, Kollovoz, Malzi, Shishtavec, Shtiqën, Surroj, Tërthorë, Topojan, Ujmisht, Zapod |
| Тропоя | Тропоя                 | 16 260                 | 1043         | Буян, Bytyç, Fierzë, Lekbibaj, Llugaj, Margegaj, Tropojë                                                                           |

Население — 85 292 чел.(2011), площадь — 2374 км².
Граничит с областями:
- Дибра на юге
- Лежа на юго-западе
- Шкодер на западе